# Décès en 1368
Décès
- 1364
- 1365
- 1366
- 1367
- 1368
- 1369
- 1370
- 1371
- 1372

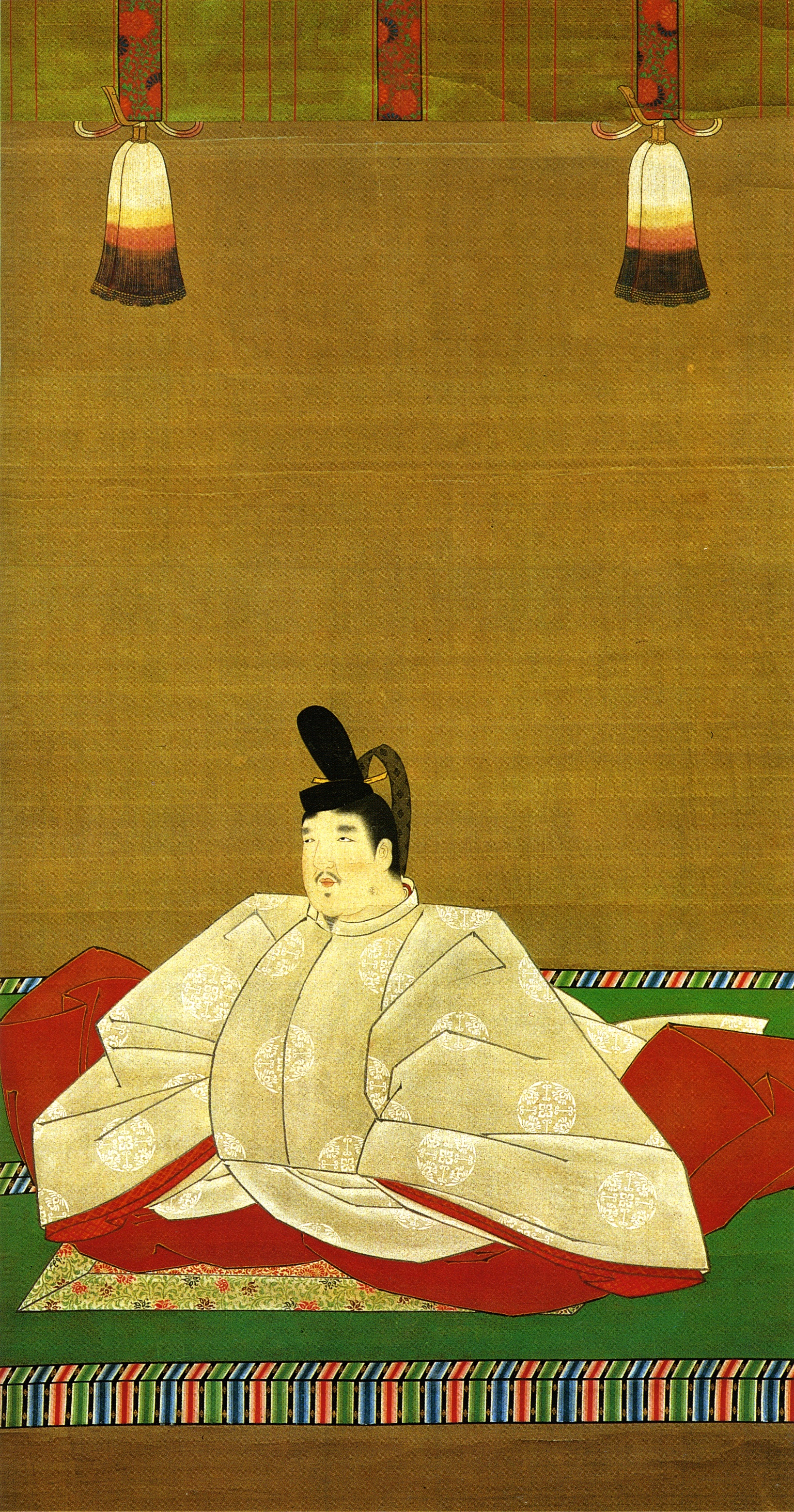
Go-Murakami, 97e empereur du Japon, mort en 1368.

Cette page dresse une liste de personnalités mortes au cours de l'année 1368 :
- 7 janvier : Valdemar Ier d'Anhalt-Zerbst, prince allemand de la maison d'Ascanie.
- 13 janvier : Marco Cornaro, 59e doge de Venise.
- février : Thadominbya, fondateur du Royaume d'Ava, en Haute-Birmanie.
- 29 mars : Go-Murakami, 97e empereur du Japon
- 13 juin : Michel de Brêche, évêque du Mans.
- 23 juillet : Guy de Chauliac, chirurgien français.
- 26 juillet : Nicola Capocci, cardinal italien.
- 28 juillet : Bolko II le Petit, ou Bolko II de Świdnica, dernier duc de Silésie de la dynastie des Piasts à avoir été indépendant.
- 14 ou 24 août : Barnim III le Grand, duc de Poméranie occidentale (duché de Szczecin).
- 25 août : Engelbert III de La Marck, prince-évêque de Liège, puis archevêque de Cologne.
- septembre : Arnaud Bernard du Pouget, cardinal français.
- 10 septembre : Étienne, 21e abbé de Parc.
- 19 novembre : Jean de Clèves, comte de Clèves.
- 29 novembre : Lionel d'Anvers, comte d'Ulster, duc de Clarence et Lord lieutenant d'Irlande.
- 21 décembre : Philippe II de Savoie-Achaïe, seigneur de Piémont.

- Conrad Ier d'Oldenbourg, comte d'Oldenbourg.
- Éric II de Saxe-Lauenbourg, duc de Saxe-Lauenbourg.
- Jean de Saintré, militaire français.
- Matteo Giovannetti, peintre italien du Trecento.
- Andrea Orcagna, peintre, sculpteur, orfèvre, mosaïste et architecte florentin.
- Nitta Yoshimune, samouraï du Japon médiéval.

## Crédit d'auteurs
- Cet article est partiellement ou en totalité issu de l'article intitulé « 1368 » (voir la liste des auteurs).